# 앙골라숲쥐
앙골라숲쥐(Hylomyscus carillus)는 쥐과에 속하는 설치류의 일종이다. 앙골라에서만 발견된다. 자연 서식지는 아열대 또는 열대 기후 지역의 건조림이다.